# Melissodes stearnsi
Melissodes stearnsi är en biart som beskrevs av Cockerell 1905. Melissodes stearnsi ingår i släktet Melissodes och familjen långtungebin. Inga underarter finns listade i Catalogue of Life.